# Kaodaizm
Kaodaizm (wiet. Cao Đài wymowaⓘ) – monoteistyczna, synkretyczna religia wietnamska. 

## Charakterystyka
Nazwa religii pochodzi od imienia własnego Boga, a wyrażanego w boskim oku. Miało ono zostać przekazane urzędnikowi francuskiej administracji kolonialnej Ngô Văn (Minh) Chiêu'owi (katolikowi) w trakcie seansów spirytystycznych mających miejsce w latach 1919–1925.
Religia ma charakter synkretyczny (o tendencjach uniwersalistycznych) łącząc elementy buddyzmu, chrześcijaństwa, konfucjanizmu, taoizmu, świeckiej filozofii, a w mniejszym stopniu również islamu i judaizmu. Wyznawcy uważają kaodaizm za zwieńczenie tradycji zachodnich religii objawionych (monoteistycznych) twierdząc, że: judaizm był pąkiem, chrześcijaństwo – kwiatem, zaś kaodaizm jest owocem. W okresie swego największego rozkwitu w latach 60. XX w. kaodaiści konkurowali z katolikami o władzę w Południowym Wietnamie. Obecnie religia ta ma około 2,5 mln wyznawców, głównie w Wietnamie, ale również wśród Wietnamczyków na emigracji gł. w USA, Francji i Kambodży (łącznie ponad 30 tys.).
Na czele głównej gałęzi Kościoła (Tây Ninh) stoi papież (od 1959 vacat), a większość struktury organizacyjnej i część liturgii jest wzorowana na katolicyzmie. Po latach prześladowań Kościół jest obecnie tolerowany przez władze Wietnamu, a jego świątynie i święta przyciągają zachodnich turystów.

## Wyznania
W łonie kaodaizmu istnieje kilka wyznań, najważniejsze z nich to:
- Tây Ninh (główne wyznanie)
- Chiếu Minh
- Bến Tre
- Đà Nẵng

## Hierarchia kościelna w Tây Ninh
1. Papież – (Giáo Tông)
2. Kardynał-Cenzor (Chưởng Pháp) ×3 (w trzech Grupach Prawodawczych [Cenzorskich] – Phái Ngọc [konfucjańskiej], Phái Thái [buddyjskiej] i Phái Thượng [taoistycznej], niższe stopnie w hierarchii są również przyporządkowane tym grupom)
3. Kardynał (Đầu sư) ×3
4. Arcybiskup (Phối sư) ×36, w tym:
  - Główny Arcybiskup (Chánh Phối sư) ×3
5. Biskup (Giáo sư) ×72
6. Ksiądz (Giáo hữu) ×3000
7. Ksiądz-student (Lễ sanh)
8. Niżsi dygnitarze (Chức việc) – kilkuszczeblowa hierarchia, której nazewnictwo nie ma jeszcze pełnego tłumaczenia na język angielski i polski
9. Wierni

Wszystkie szczeble hierarchii poza Papieżem i Kardynałem-Cenzorem są dostępne również dla kobiet. Istnieje również seminarium, w którym mogą one pobierać nauki. Obecnie hierarchia na terenie Wietnamu jest niemal całkowicie rozwiązana.

## Papieże Tây Ninh
- Lê Văn Trung 1926–1934
- Phạm Công Tắc 1934–1959
- 1959 – obecnie vacat